# كارل أدولف باومباخ
كارل أدولف باومباخ (بالألمانية: Karl Baumbach )‏ (و. 1844 – 1896 م) هو قاضي، وسياسي، ومؤلف، وكاتب ألماني، ولد في ماينينغن، توفي في غدانسك، عن عمر يناهز 52 عاماً.

## مناصب
تولى منصب عضو مجلس النواب الألماني للإمبراطورية الألمانية
- لندرات  [لغات أخرى]‏
- عضو مجلس النواب البروسي اللوردات.